# Aquello que amamos
Aquello que amamos és una pel·lícula en blanc i negre de l'Argentina dirigida per Leopoldo Torres Ríos sobre el seu propi guió que es va estrenar el 20 d'agost de 1959 i que va tenir com a protagonistes a Lautaro Murúa, Aída Luz i Ana Casares. Va ser l'última obra del director, que va morir el 9 d'abril de 1960. Per les seves interpretacions, Lautaro Murúa va ser guardonat amb el Premi Cóndor de Plata al millor actor i Aída Luz amb el Premi Cóndor de Plata a la millor actriu.

## Sinopsi
Després de dur treball un escriptor aconsegueix la fama, però rep un dur cop en el seu àmbit familiar.

## Repartiment
- Lautaro Murúa …Eduardo Núñez
- Aída Luz …Alicia Núñez
- Ana Casares …La amante
- Carlos Gómez …Osvaldo
- Pablo Moret …Jorge
- María Elena Spaducci …Clarita Núñez
- Sara Rudoy …Adela
- Mario Morets …Profesor
- Oscar Orlegui …Andrés Núñez
- Luis María Galó …Luisito Núñez
- Roberto Leydet …Andrés Núñez, mayor
- Osvaldo Lagos …Metge

## Comentaris
El setmanari Marcha de Montevideo va dir:
| « | ”Encara que … ha evitat la cursilería, no va aconseguir armar…una estructura que justifiqués la pel·lícula, no passa gairebé res per dins ni per fora dels personatges…El film és difícil d'elogiar o censurar.” | » |

Jorge Miguel Couselo a Correo de la Tarde va opinar:
| « | ”El major assoliment del film radica en la seva espontaneïtat, la seva frescor, l'equilibri narratiu i la naturalitat dels diàlegs.” | » |